# Гринвилл (Либерия)
Гри́нвилл (англ. Greenville) — город в Либерии.

## География
Расположен на юго-востоке центральной части страны, в 150 милях от столицы страны, города Монровия и к западу от места впадения реки Синоэ в Атлантический океан. Административный центр графства Синоэ. Третий крупнейший порт Либерии.

## История и экономика
Город был основан в 1838 году колонистами Американского колонизационного общества. Гринвилл сильно пострадал во время гражданской войны в Либерии, однако был частично восстановлен в районе порта. До гражданской войны экономика города базировалась на экспорте древесины, резины и сельскохозяйственной продукции. Вблизи города находится национальный парк Сапо.

## Население
По данным на 2013 год численность населения составляет 17 574 человека.
Динамика численности населения города по годам:
| 2008   | 2013   |
| ------ | ------ |
| 16 434 | 17 574 |